# Paraborhyaena
Paraborhyaena — вимерлий рід спарасодонтів з родини Proborhyaenidae. Це був один із великих наземних хижаків, які кочували Південною Америкою в олігоцені.

## Відкриття
Викопні рештки Paraborhyaena були виявлені в формації Салла в Болівії. Ці скам'янілості датуються 27–26 мільйонами років тому, під час десеаданського етапу олігоцену.

## Опис
Paraborhyaena була одним з найбільших хижих метатерій всіх часів. Він був розміром з американського чорного ведмедя, довжина голови й тулуба становила майже 1,5 метри, а його вага була приблизно від 100 до 125 кілограмів. Довжина його черепа становила 40 сантиметрів. Параборгієна мала міцну голову з короткою мордою. На відміну від Borhyaena, великі ікла Paraborhyaena продовжували рости протягом життя. Його корінні зуби були добре пристосовані для розривання плоті. Це була наземна хижа тварина, яка полювала на ссавців середнього розміру, таких як Typotheres.